# 1461 a tudományban
Az 1461. év a tudományban és a technikában.

## Halálozások
- április 8. - Georg von Peuerbach csillagász és matematikus (* 1423).